# Nynäshamn
För andra betydelser, se Nynäshamn (olika betydelser).
Nynäshamn är en tätort samt centralort i Nynäshamns kommun belägen i Stockholms län och landskapet Södermanland.
Nynäshamn är beläget längst söderut på Södertörn, 58 kilometer söder om Stockholm. Staden växte fram som uthamn till Stockholm, på mark som tidigare tillhört Nynäs gods.

## Historia

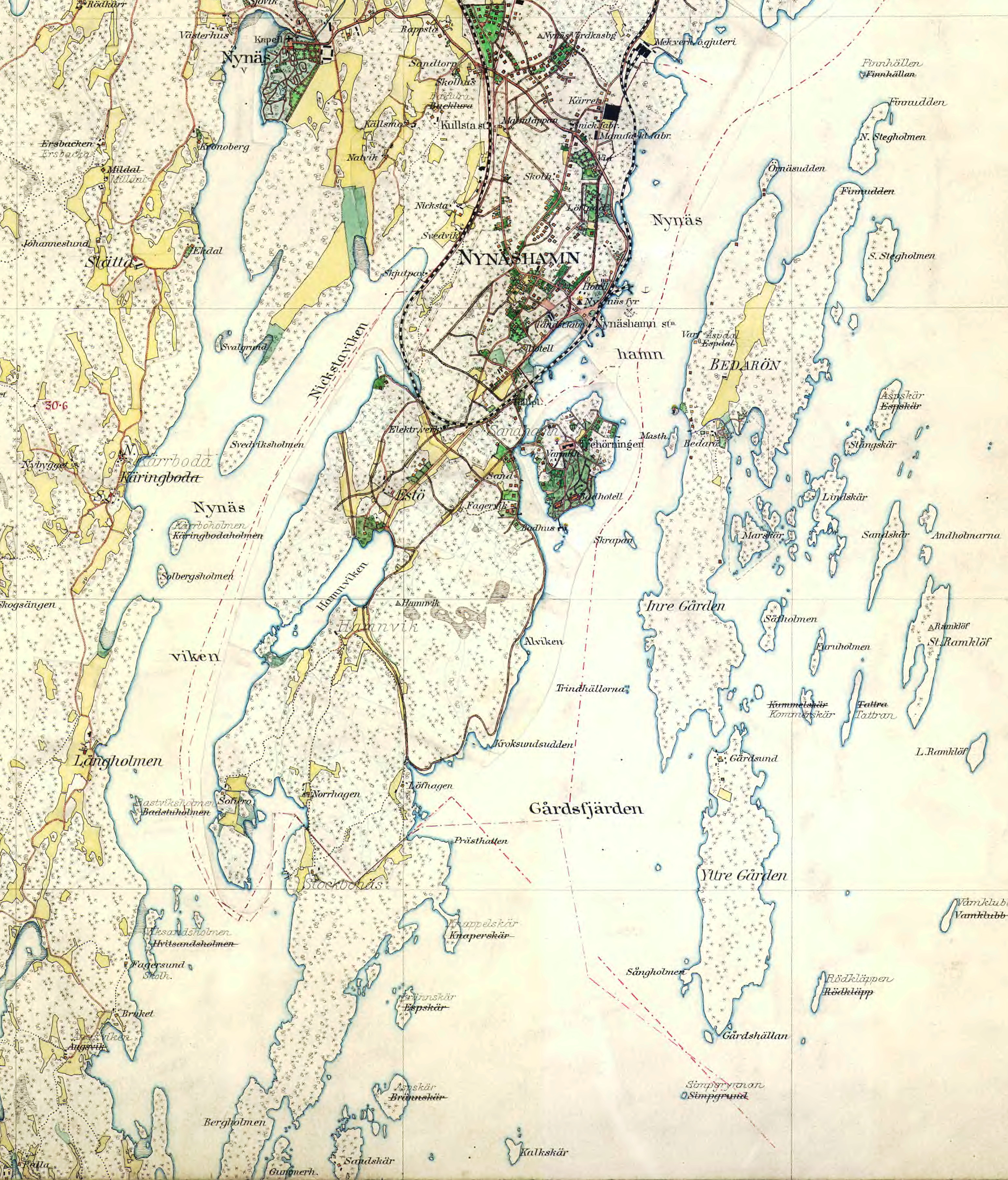
Nynäs gård med omgivning på Häradsekonomiska kartan omkring 1900.

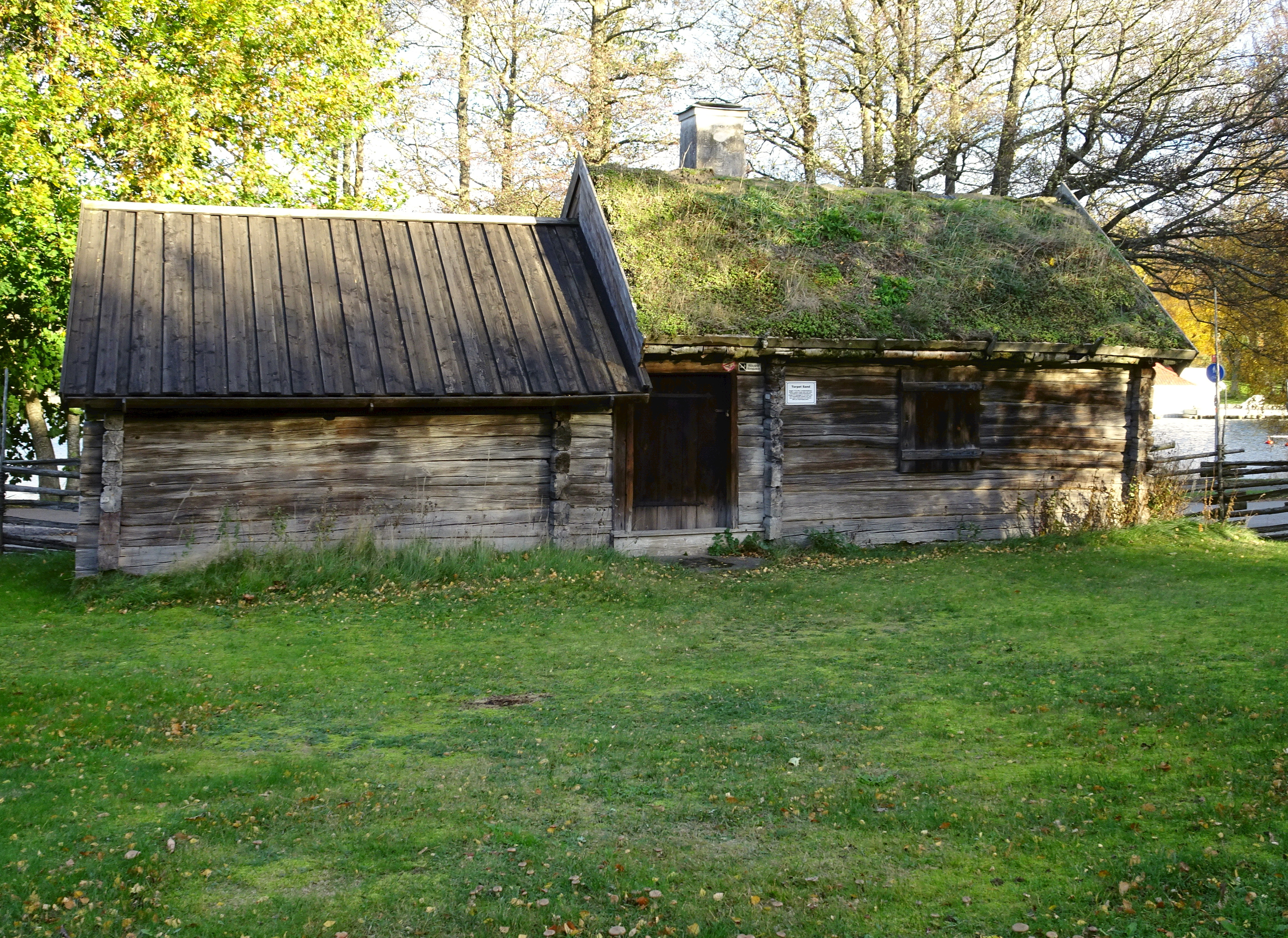
"Luddes stuga" från 1719 är Nynäshamns äldsta, bevarade bostadshus.

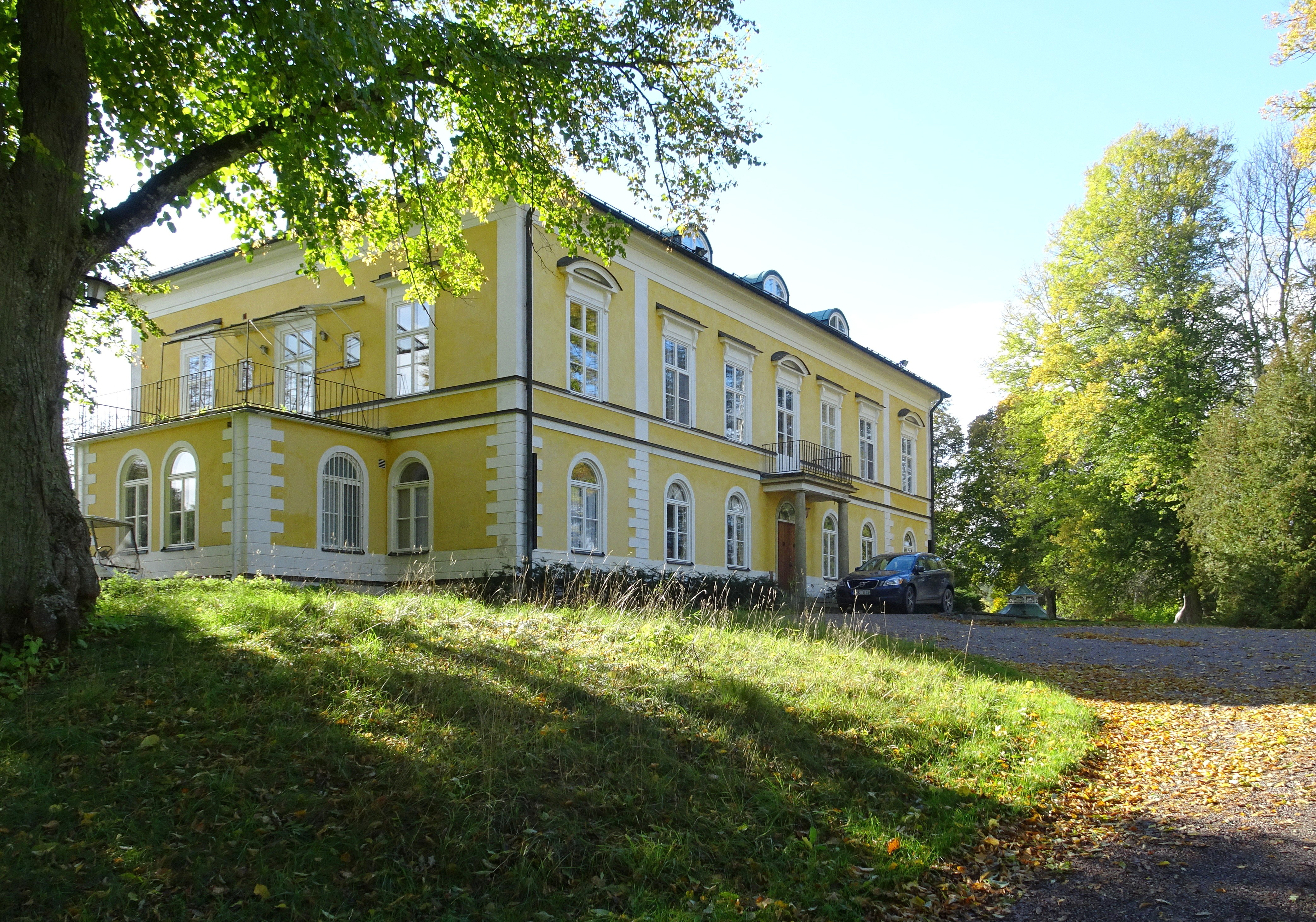
Nynäs gårds huvudbyggnad från 1835.

Namnet Nynäshamn kommer från Nynäs gård och är känt sedan 1644. Fram till slutet av 1800-talet var Nynäshamn ett mindre fiskeläge, där cirka 100 personer bodde år 1899. År 1892 köpte Hjalmar Sjögren Nynäs gods och under de nästkommande åren var han en drivande kraft till att järnvägen till Stockholm, Nynäsbanan, byggdes och att Nynäshamn blev en hamn- och industristad. Redan 1850 fanns tankar på att etablera Nynäshamn som en uthamn till Stockholm, men först cirka 50 år senare blev tankarna verklighet.
År 1898 bildades järnvägsbolaget Stockholm-Nynäs Järnvägs AB och 1901 var banan färdig att invigas. Året efter inleddes reguljär trafik till Gotland. 
I början av 1900-talet gjordes försök att etablera Nynäshamn som badort Nynäs havsbad med kasino, badhotell och badhus byggdes och flera sommarhus anlades. Nynäshamn var värd för seglingstävlingarna när Stockholm arrangerade de olympiska sommarspelen 1912. Badhusrörelsen gick dock i konkurs 1917 och badhuset brann på 1930-talet.
Utvecklingen av hamnen i Nynäshamn som industriort gick dock bättre. År 1913 flyttade Kungl. Telegrafverket, sedermera Televerket, sina verkstäder från Stockholm till Nynäshamn. Nynäshamns Posten grundades år 1925 och är fortfarande ortens ledande tidning. År 1928 etablerade Axel Ax:son Johnson med hjälp av Charles Almqvist ett raffinaderi på orten och år 1930 grundades bolaget Nynäs Petroleum.
Befolkningen växte snabbt, år 1902 bodde här 400 personer, år 1906 bodde här 1 155 personer, år 1912 bodde här 2 141 personer, år 1916 bodde här 3 158 personer och år 1920 bodde här 3 672 personer.

### Administrativa tillhörigheter
Nynäshamn var belägen i Ösmo socken och ingick efter kommunreformen 1862 i Ösmo landskommun. Nynäshamns köping bildades 1911 genom en utbrytning ur landskommunen. Köpingen ombildades 1946 till Nynäshamns stad som i sin tur uppgick i Nynäshamns kommun med Nynäshamn som centralort 1971.
I kyrkligt hänseende hörde Nynäshamns före 1947 till Ösmo församling och därefter till Nynäshamns församling.
Orten ingick i Sotholms tingslag till 1930, därefter i Södertörns domsagas tingslag till 1971, därefter i Svartlösa domsaga till 1974, därefter i Handens domsaga till 2007 och orten ingår sedan 2007 i Södertörns domsaga.

### Befolkningsutveckling
Nynäshamn hade 6 800 invånare år 1946.
| Befolkningsutvecklingen i Nynäshamn 1900–2020 | Befolkningsutvecklingen i Nynäshamn 1900–2020 | Befolkningsutvecklingen i Nynäshamn 1900–2020 | Befolkningsutvecklingen i Nynäshamn 1900–2020 | Befolkningsutvecklingen i Nynäshamn 1900–2020 |
| --------------------------------------------- | --------------------------------------------- | --------------------------------------------- | --------------------------------------------- | --------------------------------------------- |
|                                               |                                               |                                               |                                               |                                               |
| År                                            |                                               |                                               | Folkmängd                                     | Areal (ha)                                    |
| 1900                                          | 1900                                          |                                               | 208                                           | †                                             |
| 1960                                          | 1960                                          |                                               | 9 368                                         |                                               |
| 1965                                          | 1965                                          |                                               | 10 400                                        |                                               |
| 1970                                          | 1970                                          |                                               | 10 955                                        |                                               |
| 1975                                          | 1975                                          |                                               | 11 070                                        |                                               |
| 1980                                          | 1980                                          |                                               | 11 178                                        |                                               |
| 1990                                          | 1990                                          |                                               | 12 473                                        | 626                                           |
| 1995                                          | 1995                                          |                                               | 12 581                                        | 639                                           |
| 2000                                          | 2000                                          |                                               | 12 983                                        | 650                                           |
| 2005                                          | 2005                                          |                                               | 13 079                                        | 652                                           |
| 2010                                          | 2010                                          |                                               | 13 510                                        | 668                                           |
| 2015                                          | 2015                                          |                                               | 14 532                                        | 711                                           |
| 2020                                          | 2020                                          |                                               | 15 108                                        | 745                                           |
| † Som köpingsliknande samhälle 1900.          |                                               |                                               |                                               |                                               |

## Stadsbild
Arkitekten Per Olof Hallman fick uppdraget att planera Nynäshamn och han delade in området i tre delar, var och en med en egen inriktning. Industrier och arbetarbostäder längst norrut, handel, service och bostäder i mitten och fashionabla villor och badhotell längst söderut. Arbetarbostäderna, de så kallade Teli-husen, har blivit eftertraktade bostadsrätter och de ursprungliga planerna för den södra delen genomfördes inte fullt ut, men i övrigt har den här indelningen stått sig genom åren. Med tiden har Nynäshamn expanderat med nya industri- och bostadsområden inåt land mot nordväst (till exempel Hammarhagen och Nickstahöjden). År 1953 invigdes Nynäshamns vattentorn som har blivit ett välkänt landmärke i Nynäshamn med omgivning.
Bostadsområdet Estö har sitt namn efter Estö gård som låg längst in vid Hamnviken. Under Estö lydde bland annat Sandhamn, Grönvik, Hamnvik och Norrvik.  Den nuvarande byggnaden i nationalromantisk stil uppfördes 1907 som privatbostad efter ritningar av arkitekten Karl Güettler. Sedan 1957 finns här Hamnvikshemmet, ett omvårdnadshem för medelålders eller äldre män med alkohol- och blandmissbruk. Güettler hade sitt arkitektkontor i Nynäshamn och gestaltade en lång rad byggnader i staden, bland annat kuranläggningen Nynäs havsbad och Gula villan.

## Bebyggelse (urval)

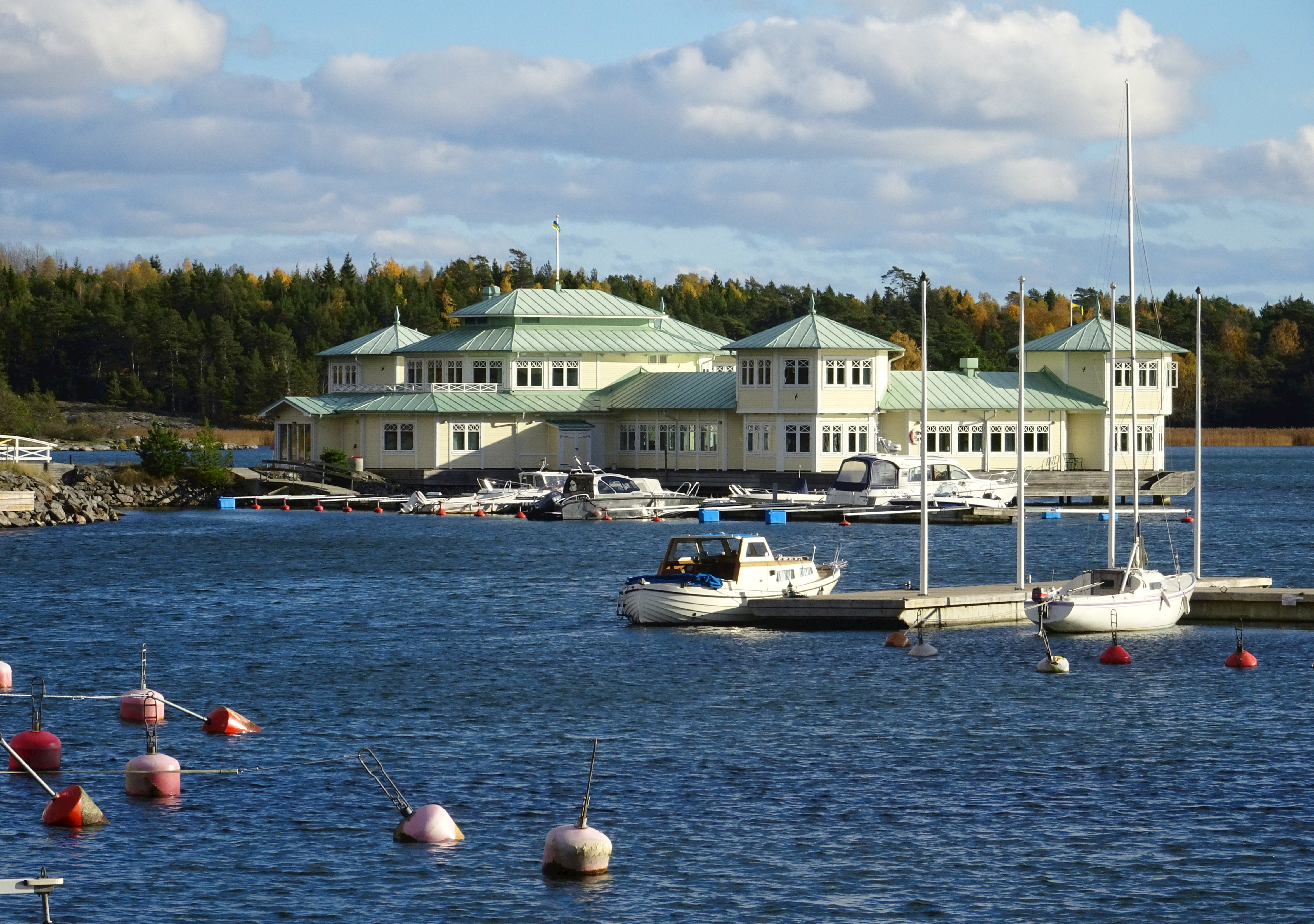
Nynäs havsbads spa.
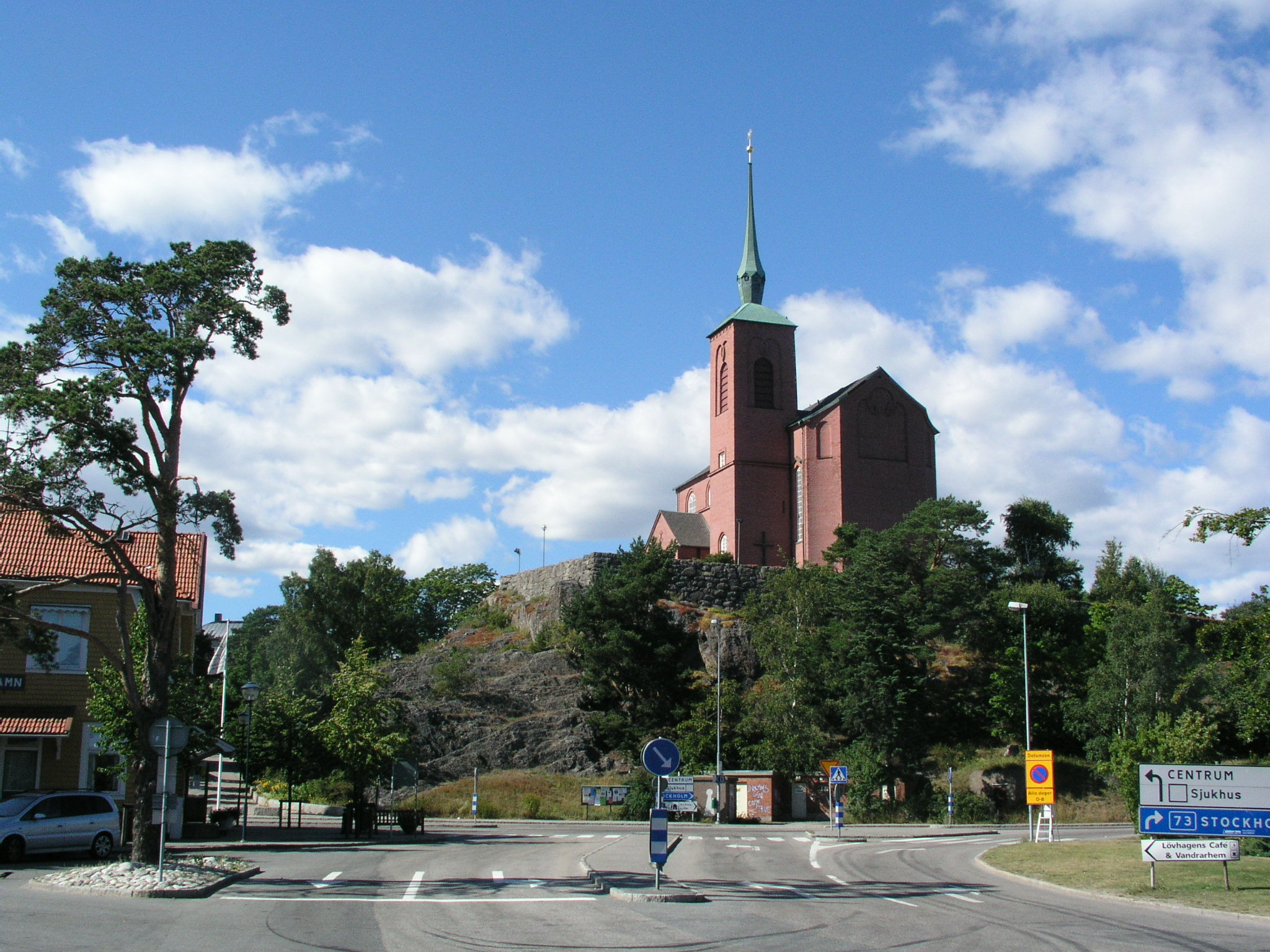
Nynäshamns kyrka.
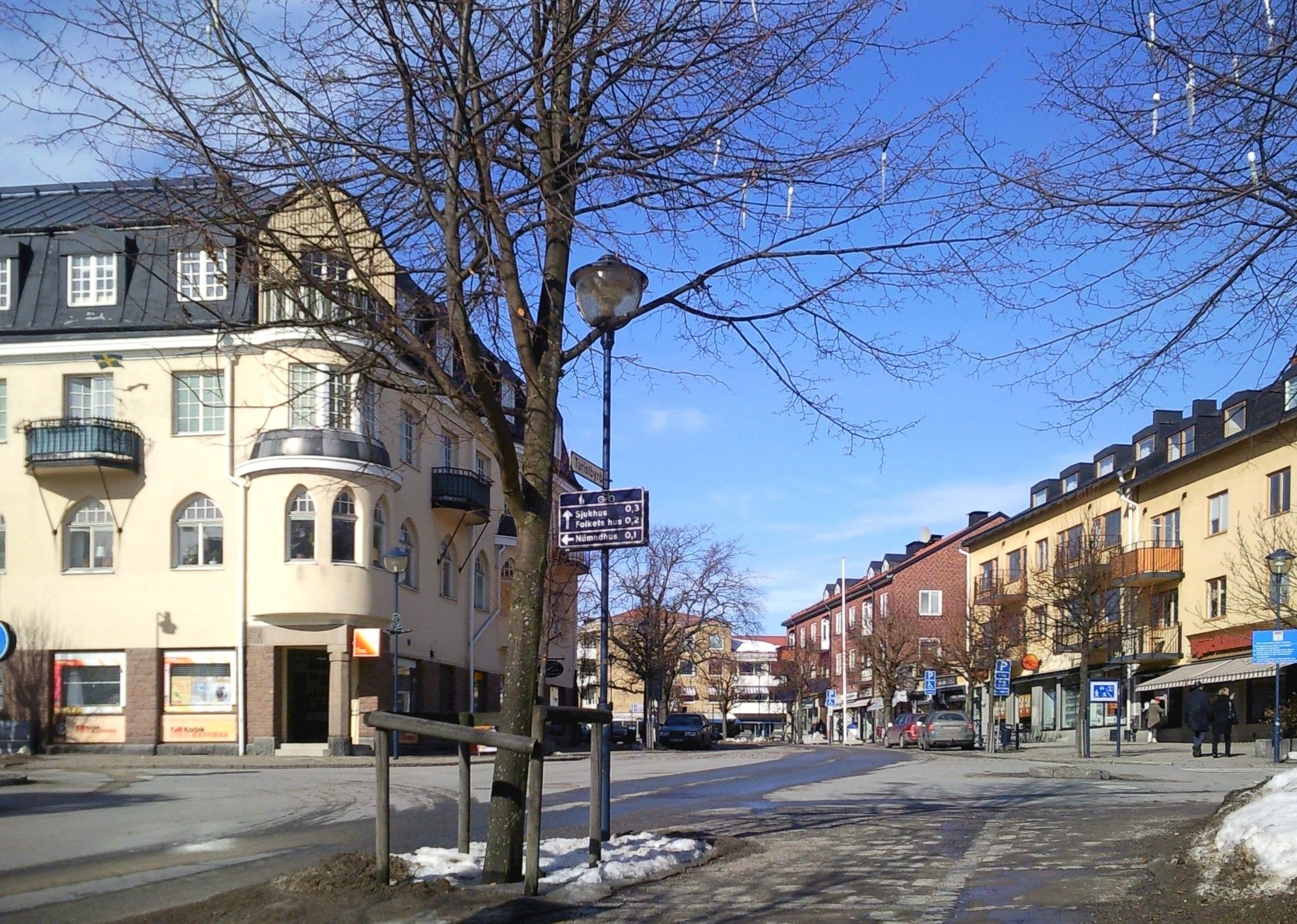
Centralgatan.
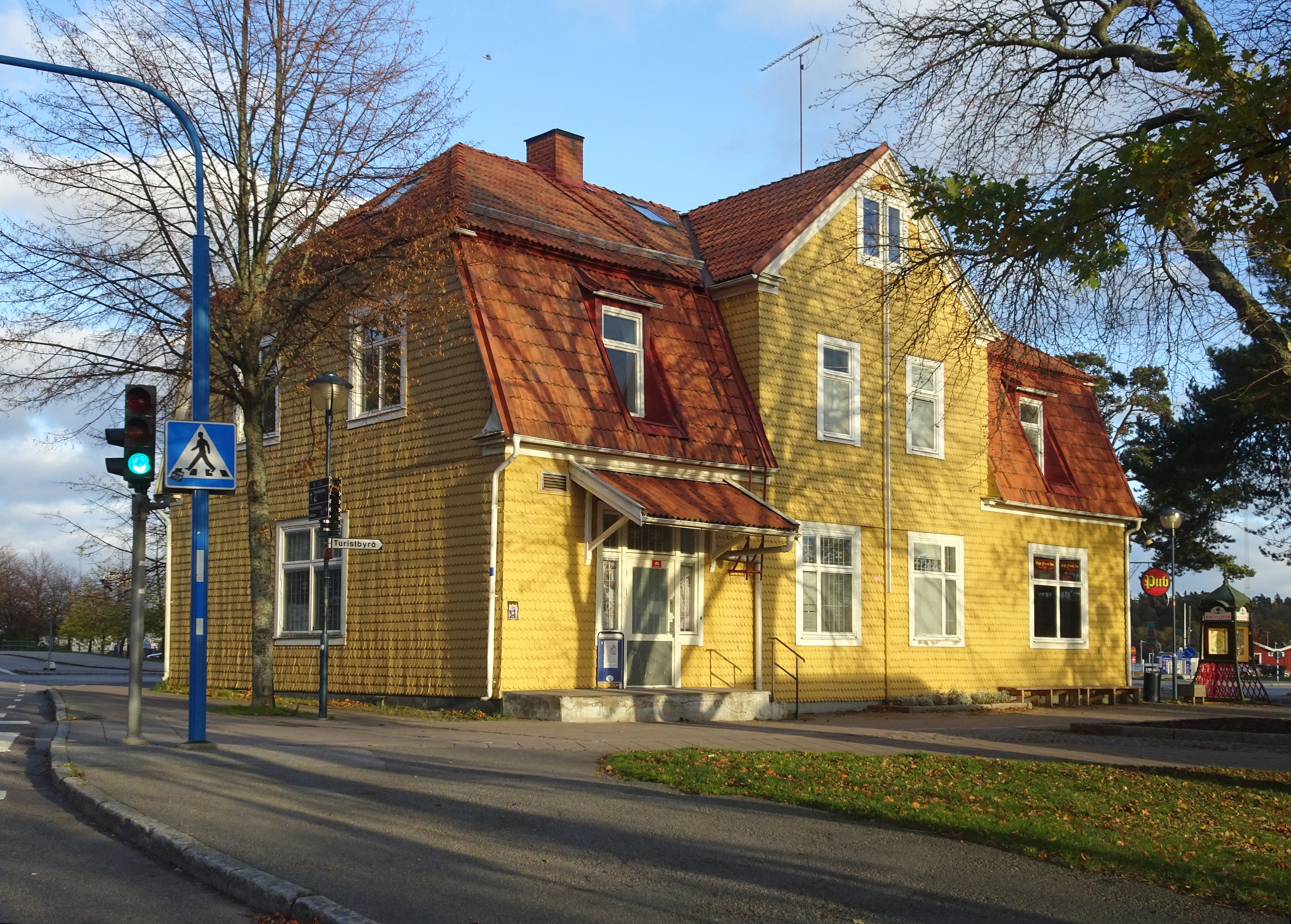
Nynäsbanans gamla stationsbyggnad ritades av Ferdinand Boberg.
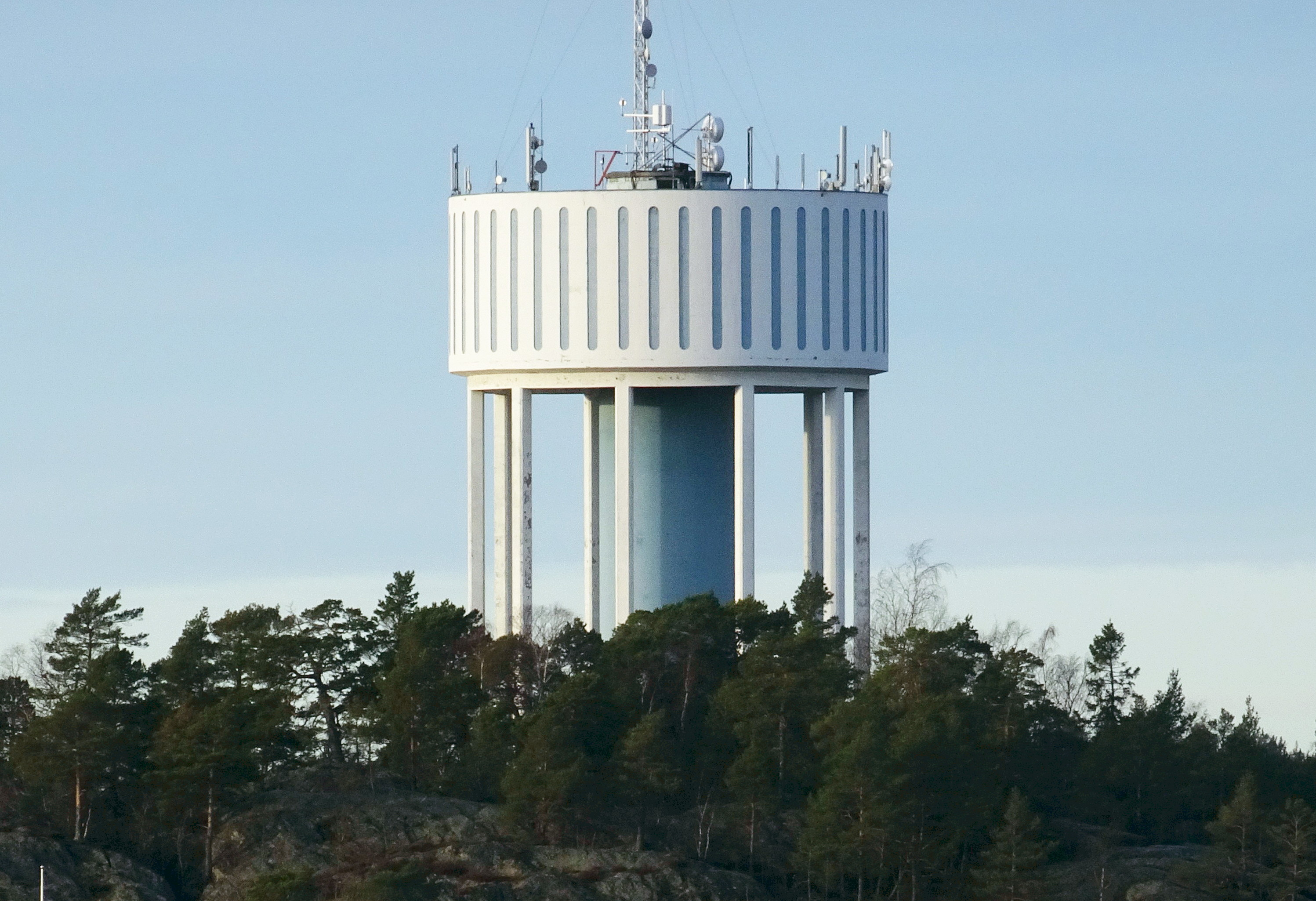
Nynäshamns vattentorn.

## Kommunikationer

### Sjöfart

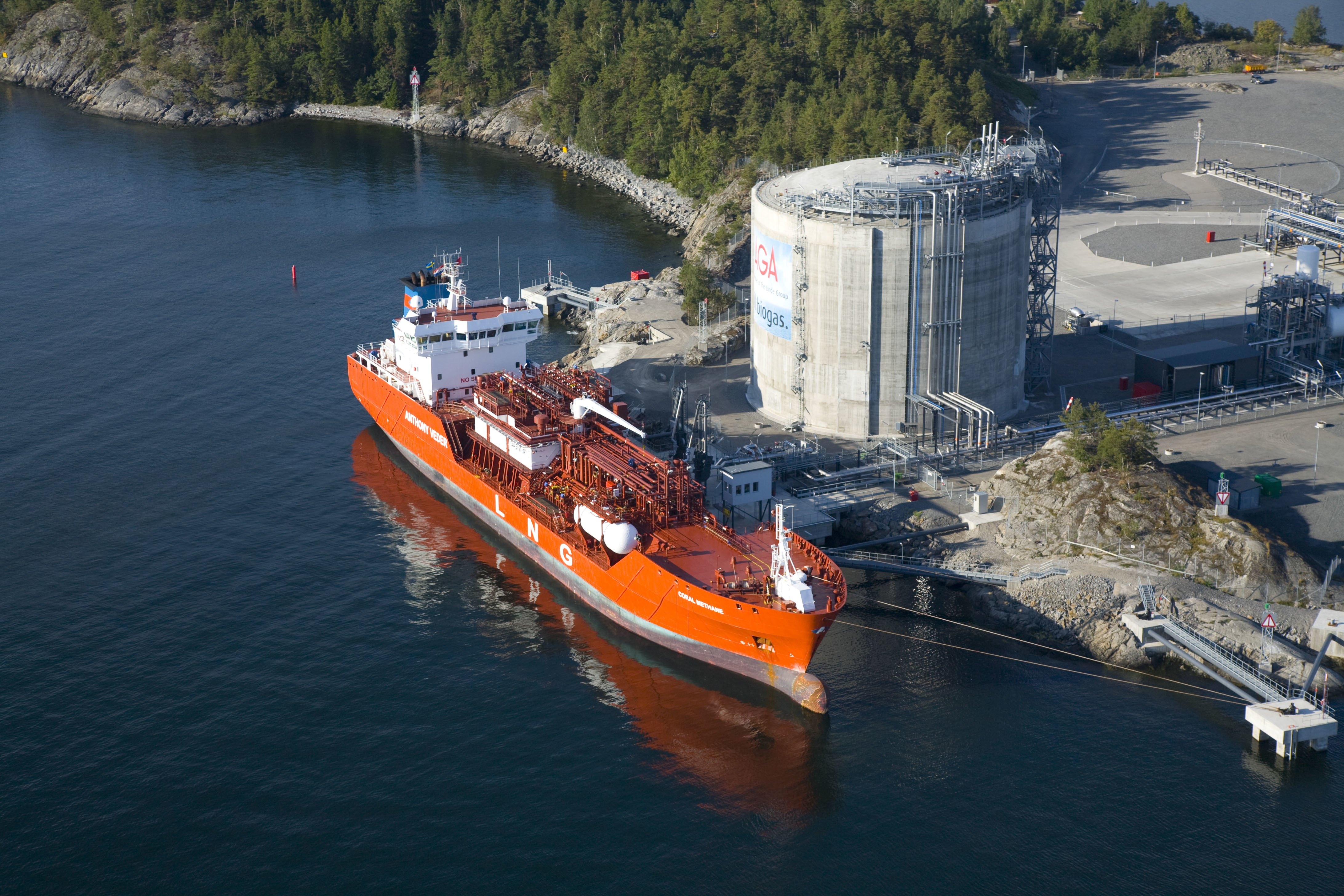
AGAs LNG-terminal i Nynäshamn.

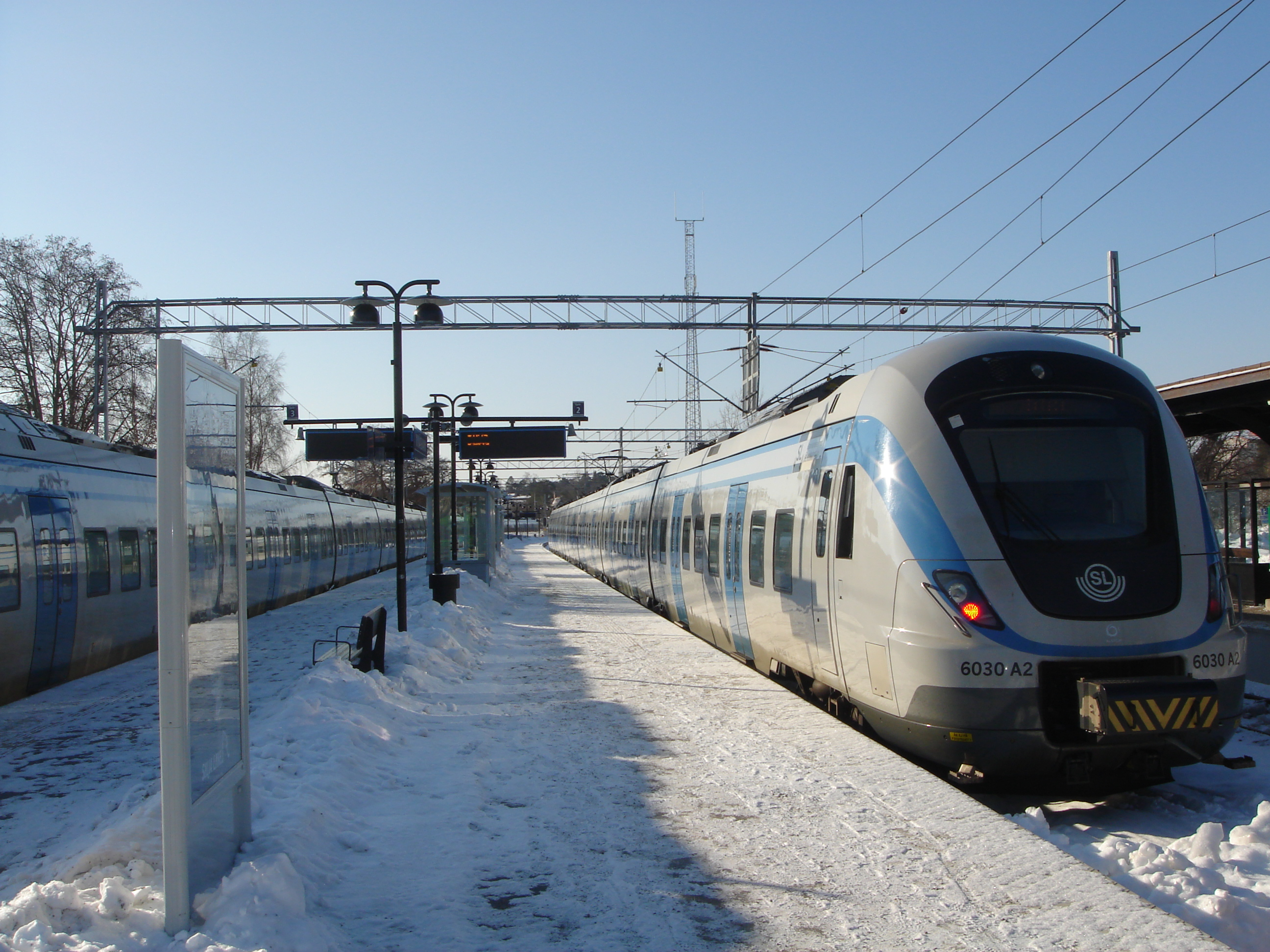
Nynäshamns pendeltågsstation.

Nynäshamns placering vid ett djupt sund, skyddat av Bedarön, och nära till öppet hav skapar en naturlig hamn. Det finns ett antal hamnanläggningar, alla på fastlandssidan av sundet.
Raffinaderiet Nynas har en oljehamn inom området som täcker det egna transportbehovet.
Nynäshamns hamn drivs av Stockholms Hamnar och är en utpräglad färje/ro-ro-hamn. Ända sedan hamnen grundades år 1902 har det funnits färjetrafik till Gotland. Numera är det Destination Gotland som driver linjen till Visby. Sommartid finns det också en passagerarbåt som trafikerar Gotska Sandön. 
Två internationella linjer finns: Gdańsk i Polen trafikeras av Polferries; Ventspils och Liepāja i Lettland av Stena Line. 
De närbelägna öarna Nåttarö, Rånö, Ålö kan nås med Waxholmsbolaget från Nynäshamn. 
I hamnen finns också en av Sjöräddningssällskapets stationer.
Nordost om raffinaderiet vid Norvikudden håller Stockholms Hamnar på att bygga Stockholm Norvik Hamn, en stor containerhamn som beräknas stå färdig år 2020.
Nynäshamn har också en gästhamn för fritidsbåtar vilken blev framröstad som Sveriges främsta år 2004.

### Vägar
- Nynäsvägen (riksväg 73), förbinder Nynäshamn med Stockholm
- Strandvägen i sydöstra Nynäshamn, anlagd i samband med de Olympiska sommarspelen 1912

### Järnvägar
Nynäshamn är Nynäsbanans ändstation på vilken Storstockholms Lokaltrafik (SL) bedriver pendeltågstrafik till Stockholm. Fram till 2007 var Nynäshamns färjeterminal (ursprungligen Nynäshamns Ångbåtsstation), som nu är nedlagd, ändstation. Nynäshamns stationshus är från 1901 och ritades av Ferdinand Boberg.

## Näringsliv
Turism och färjetrafik har alltid varit viktiga näringar för Nynäshamn. Men det har också funnits två viktiga industrigrenar, nämligen tillverkning av utrustning för telekommunikation och raffinering av olja. Televerket förlade sin verkstad till Nynäshamn 1913. Denna verksamhet övertogs av Ericsson 1994 men lades ner 2005.
År 1928 grundades Sveriges första moderna oljeraffinaderi och 1930 bildades företaget Nynäs Petroleum, som numera heter Nynas. År 1990 avyttrade Nynäs produktionen av smörjoljor till Statoil men man har behållit produktionen av specialoljor och bitumenprodukter på orten. 
AGA har en terminal för flytande naturgas (LNG). 
Det finns också ett stort antal mindre företag i Nynäshamn, bland dessa ett mikrobryggeri Nynäshamns Ångbryggeri och en distributör inom Nätverk och data-kommunikation Direktronik som startade sin verksamhet bland annat genom att producera åt Ericsson.

### Bankväsende
Bankaktiebolaget Stockholm-Öfre Norrland (senare Norrlandsbanken) hade ett kontor i Nynäshamn åtminstone från 1900-talets första decennium. Stockholms handelsbank etablerade sig i Nynäshamn den 31 januari 1914. Senare uppgick Norrlandsbanken i Stockholms handelsbank som blev Svenska Handelsbanken. Runt 1915 etablerade sig även Arbetareringens bank i Nynäshamn. Arbetarbanken blev snart Köpmannabanken som övertogs av Södermanlands enskilda bank. Sörmlandsbanken uppgick senare i nuvarande SEB. Nynäshamn hade även ett sparbankskontor tillhörande Länssparbanken Stockholm.
Den 29 april 2016 stängde Nordea i Nynäshamn. I juni 2021 stängde även SEB. Därefter fanns Handelsbanken och Swedbank kvar på orten.

## Industri- och hamnanläggningar (urval)

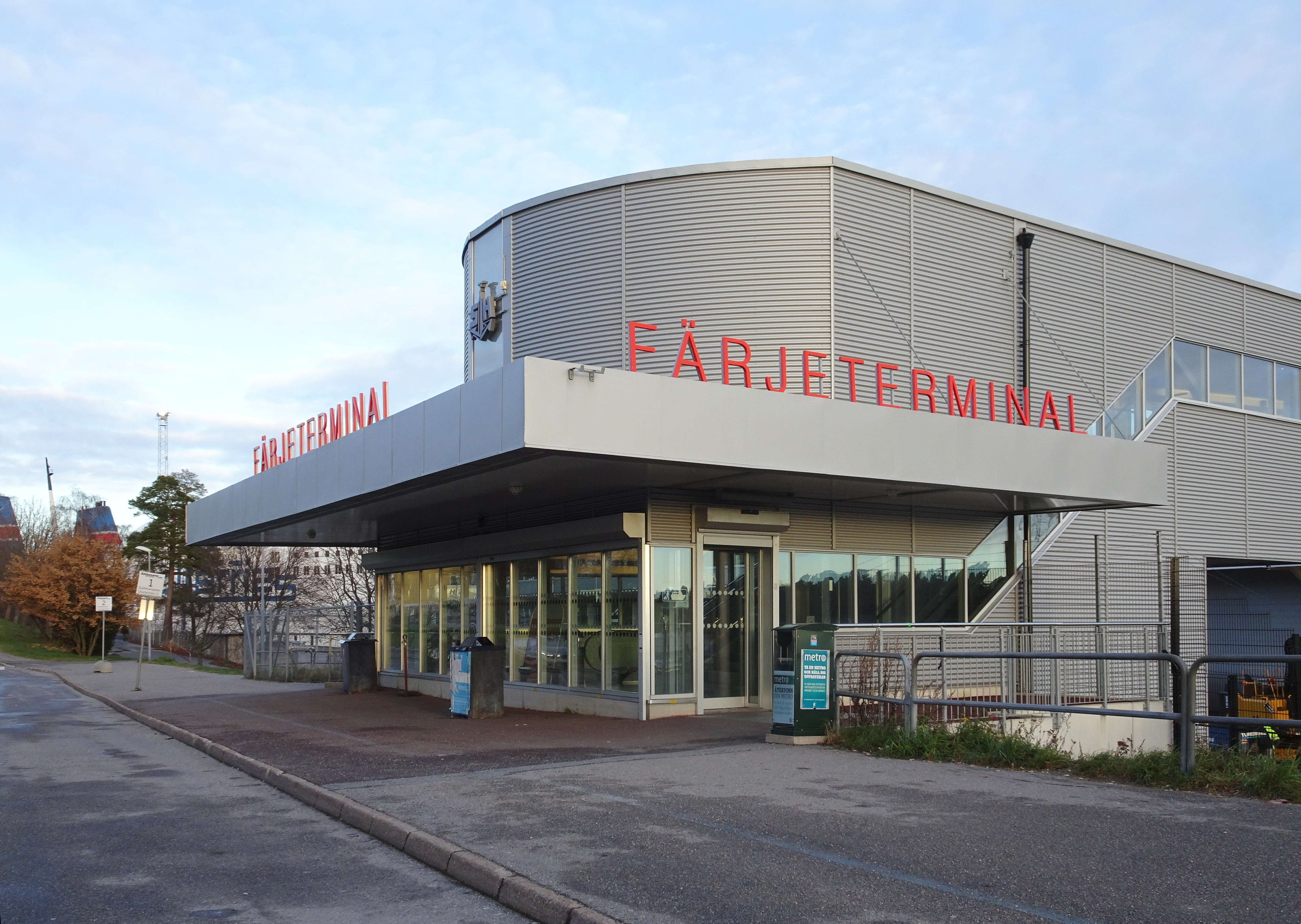
Färjeterminalen.
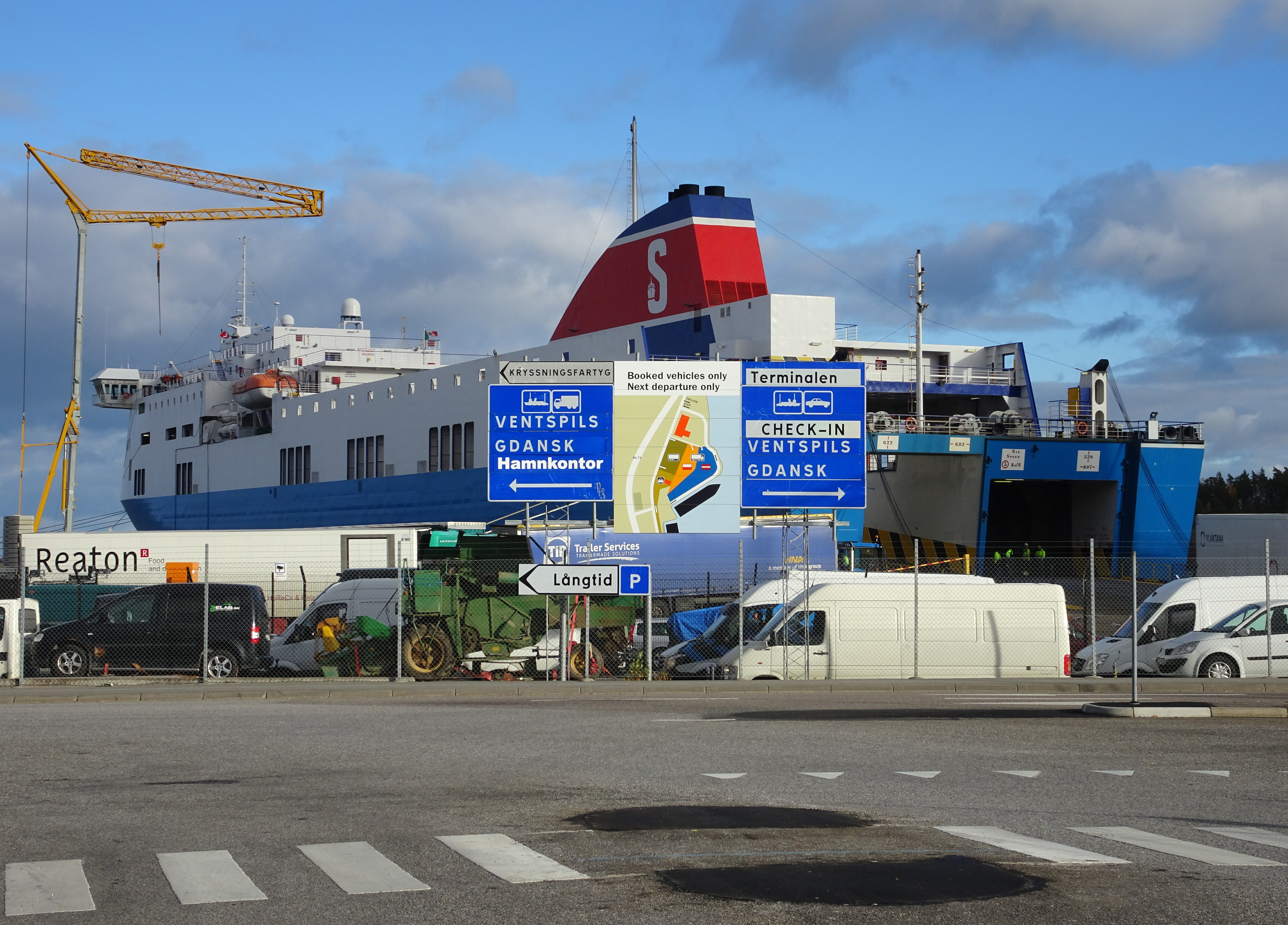
Nynäshamns hamn.
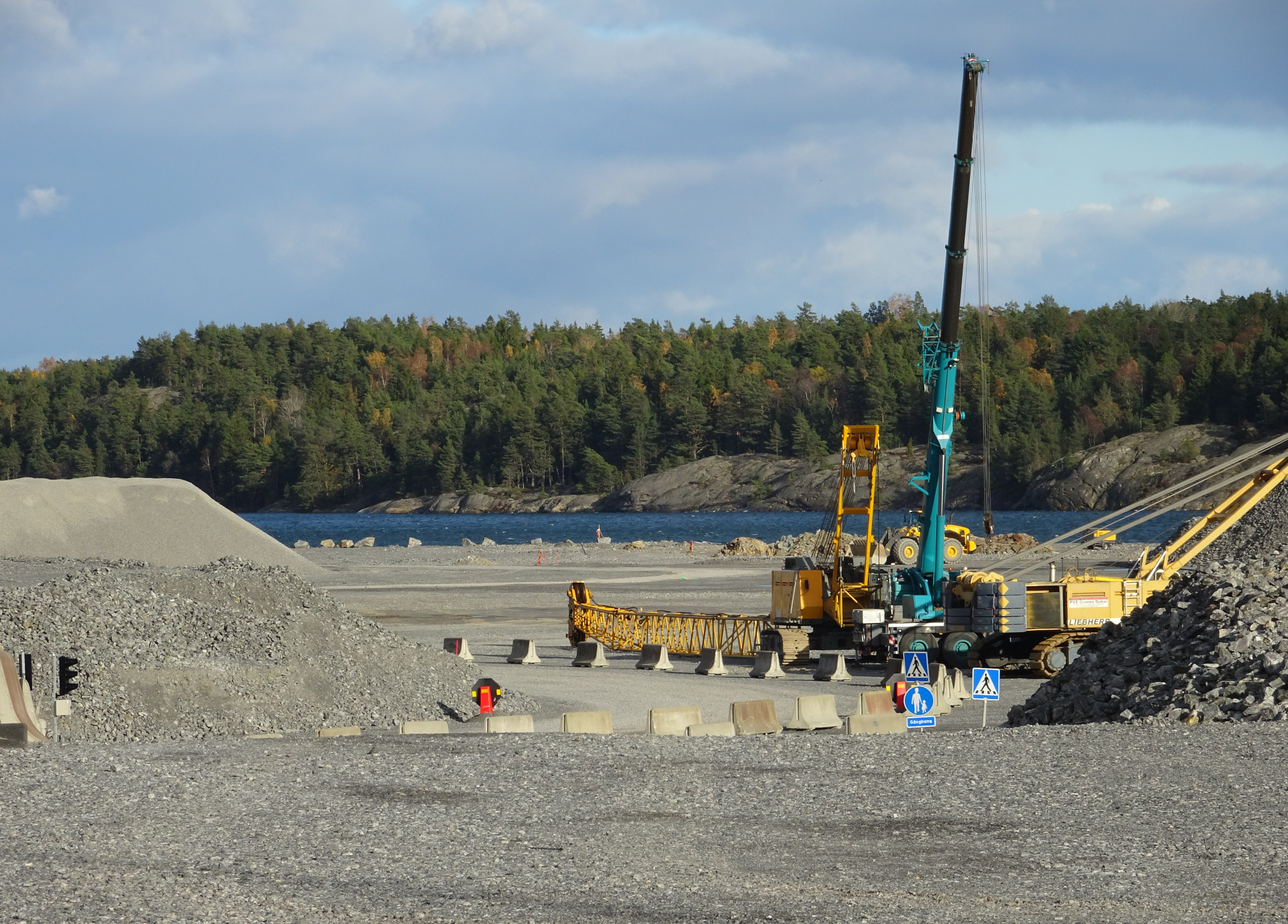
Stockholm Norvik Hamn, anläggningsarbetena.
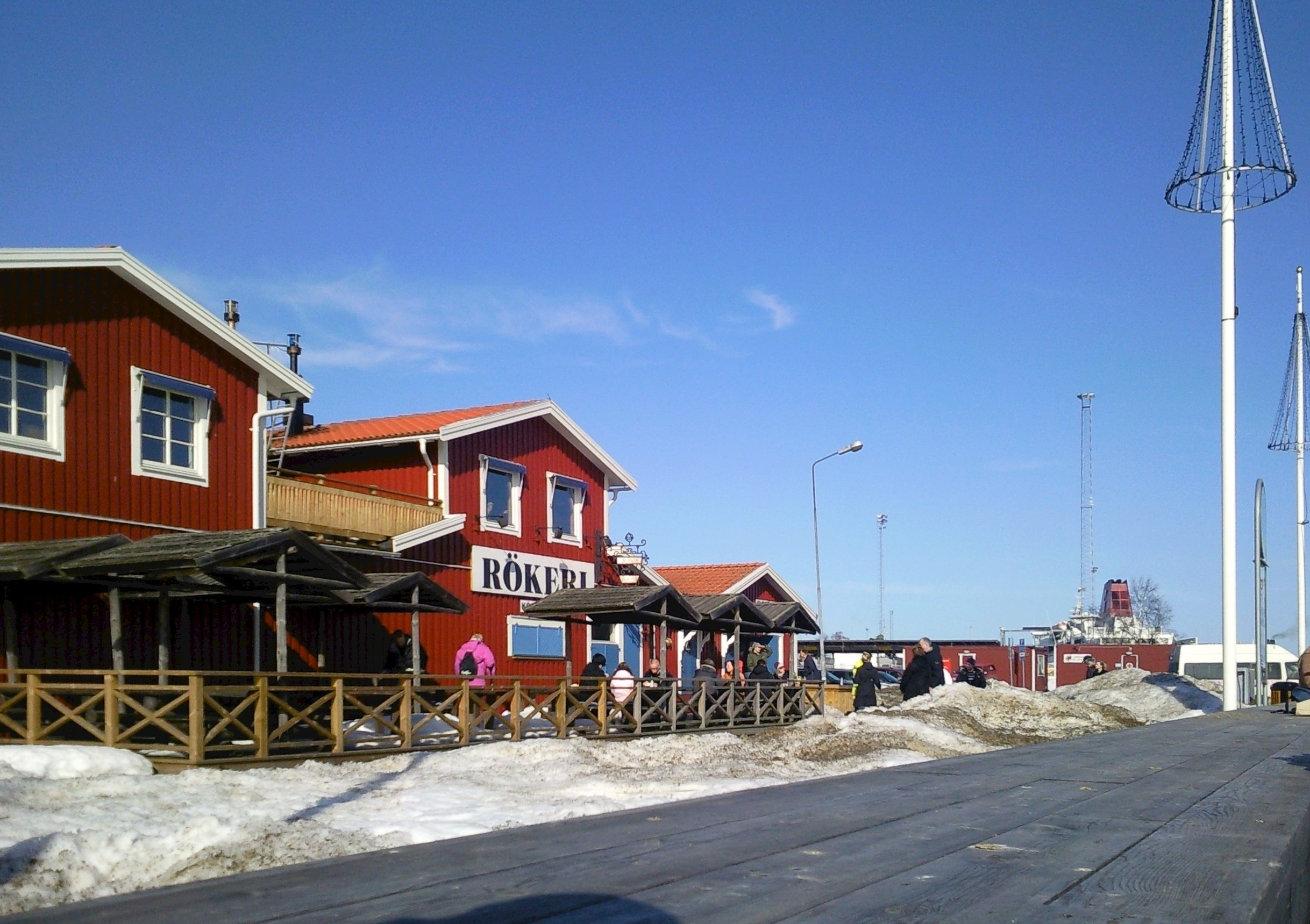
Fiskehamnen i Nynäshamn.
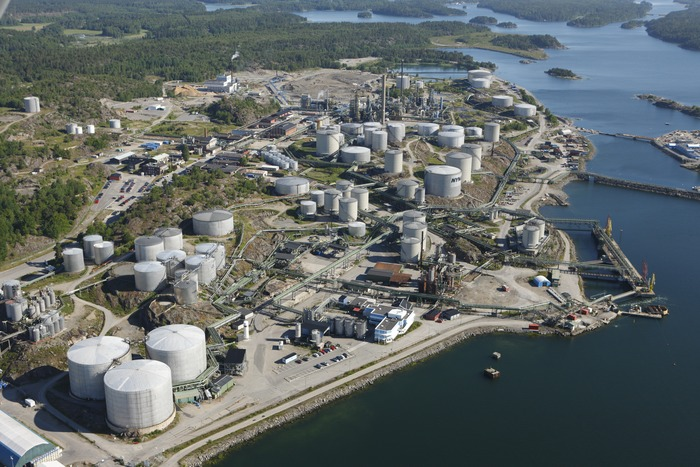
Raffinaderiet i Nynäshamn.

## Kultur och idrott
Nynäshamn har bibliotek och i anslutning till det finns en konsthall. I det gamla godsmagasinet i närheten av stationen och hamnen anordnas regelbundet konst- och hantverksutställningar.
Nynäshamn har ett flertal idrottsföreningar, däribland Nynäshamns IF, Nynäshamns IF HC, Nynäshamn Kyokushin Karate IF och Nynäshamns Segelsällskap.

## Naturreservat
Ett tätortsnära naturreservat är Käringboda naturreservat. Det delas med Ösmo socken och ingår i EU-nätverket Natura 2000.

## Bilder, natur och rekreation

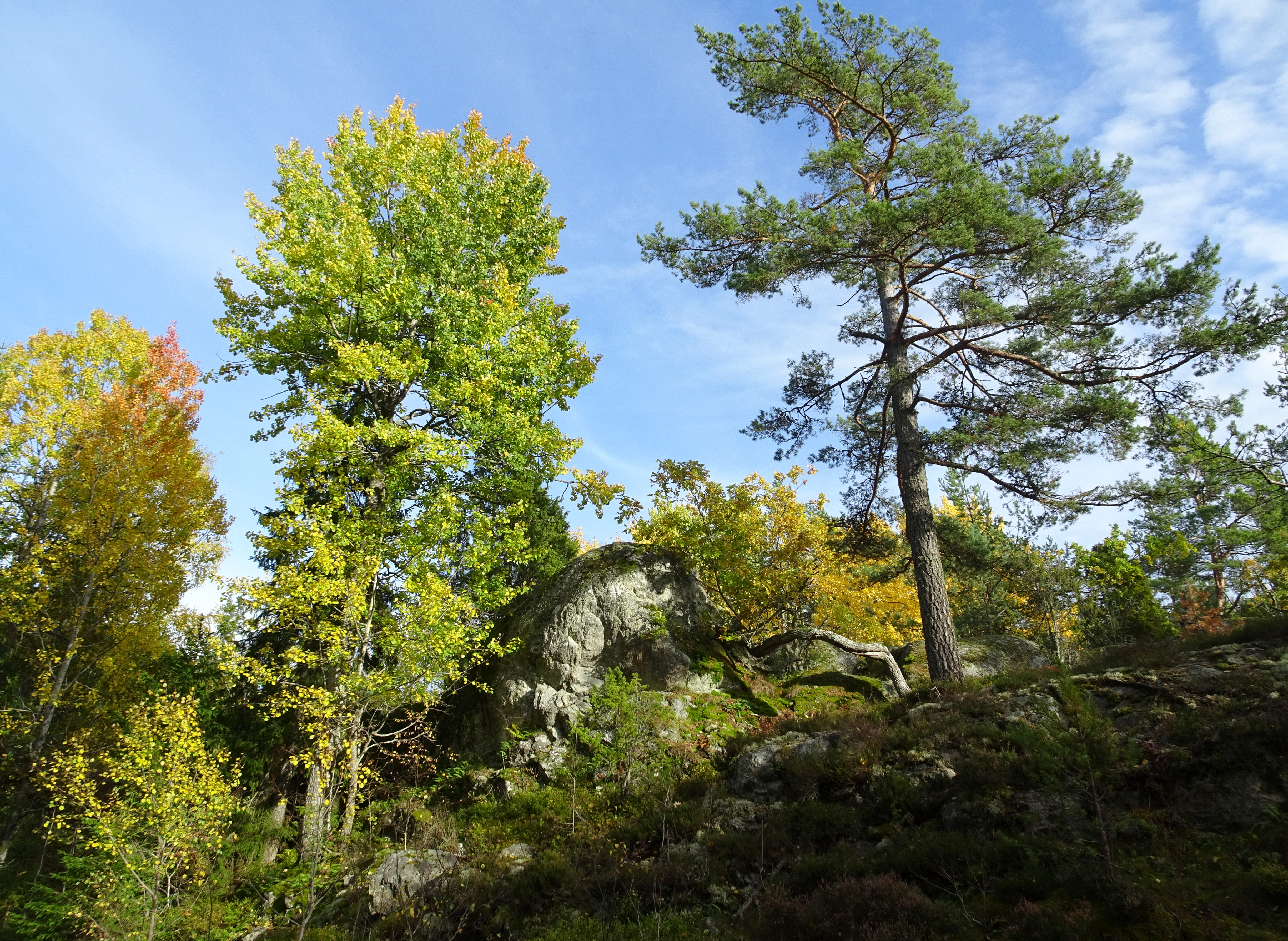
Käringboda naturreservat.
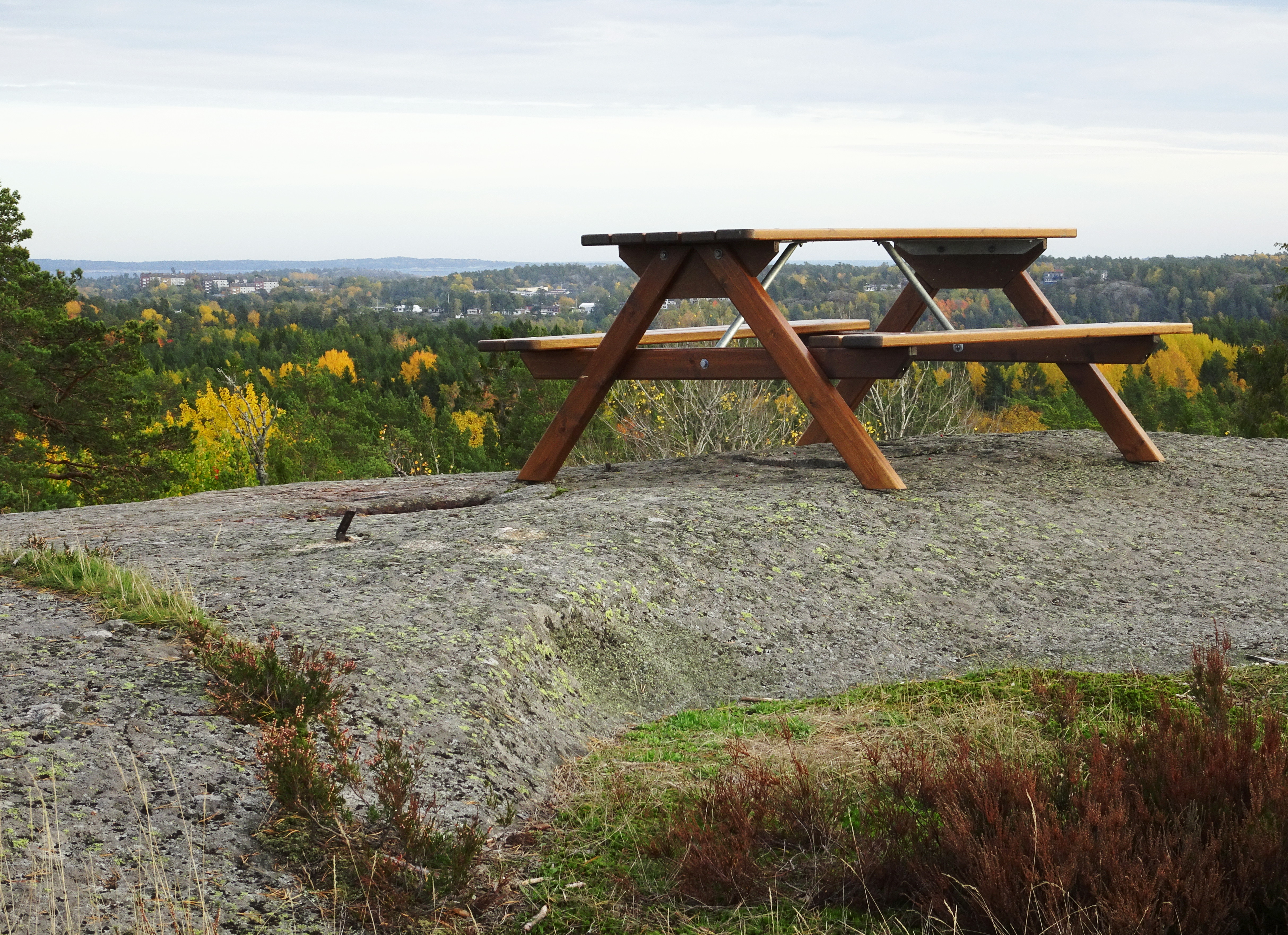
Rastplats på Vinsberget i Käringboda naturreservat.
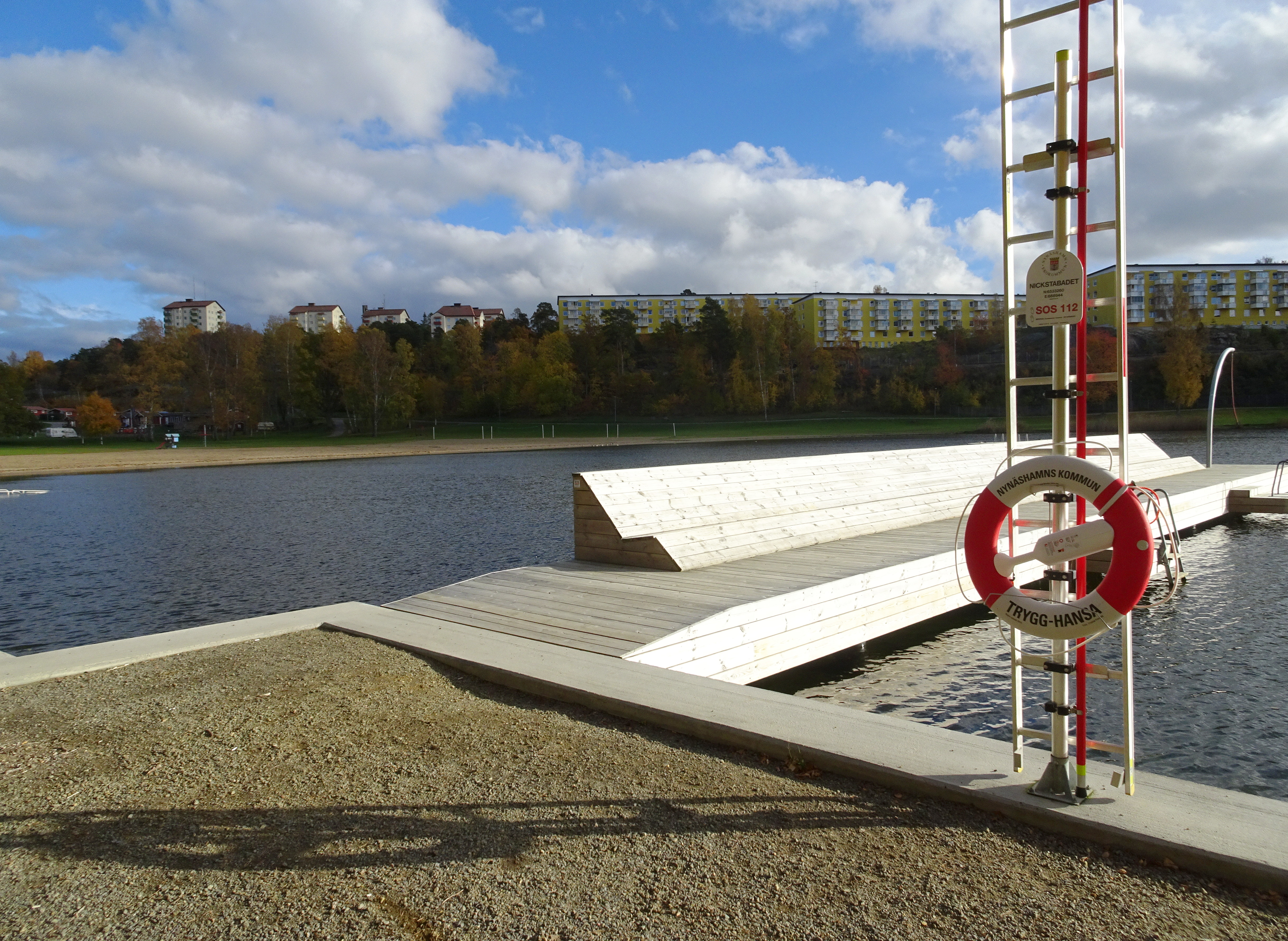
Nickstabadet.
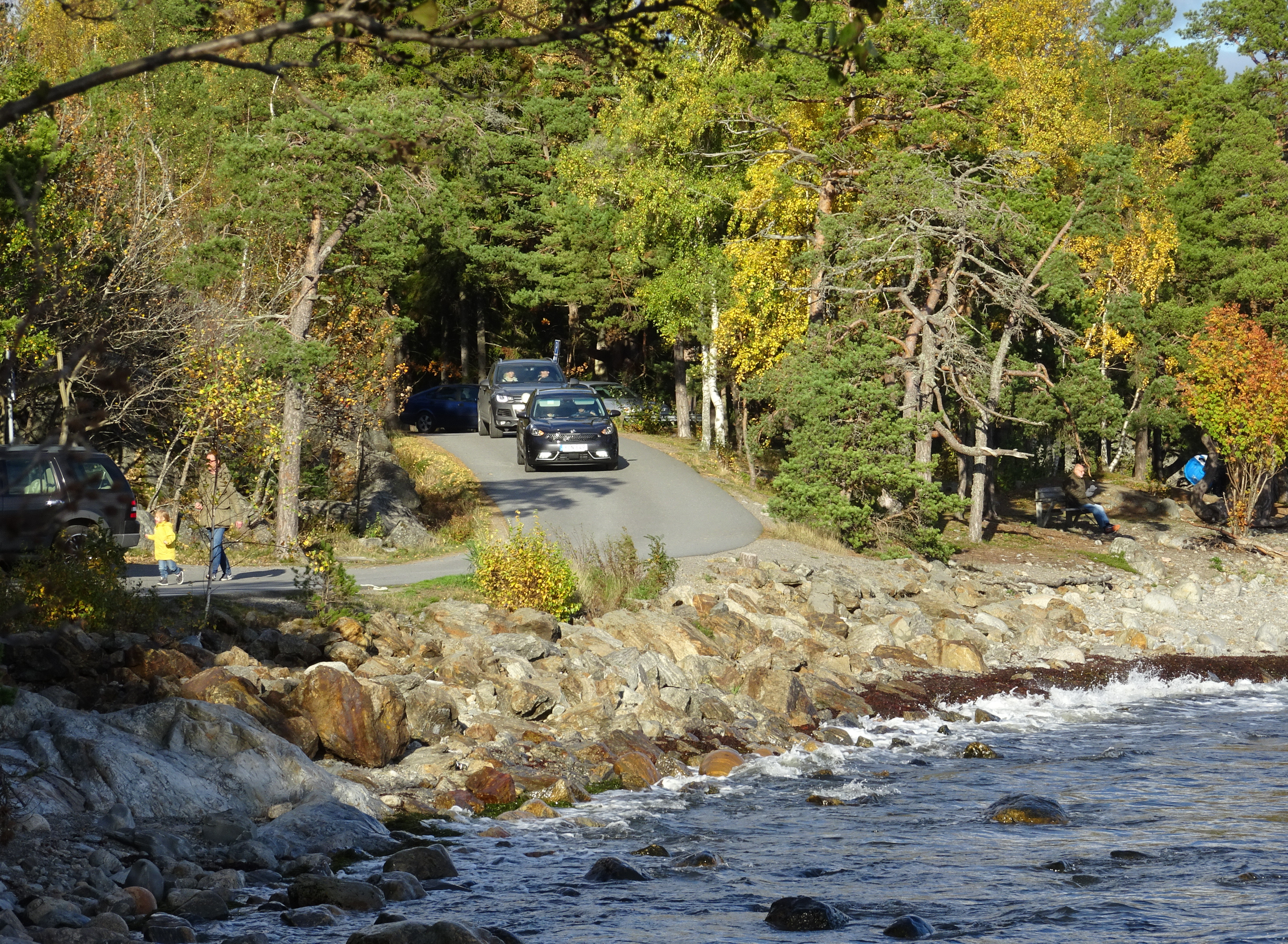
Strandvägen.
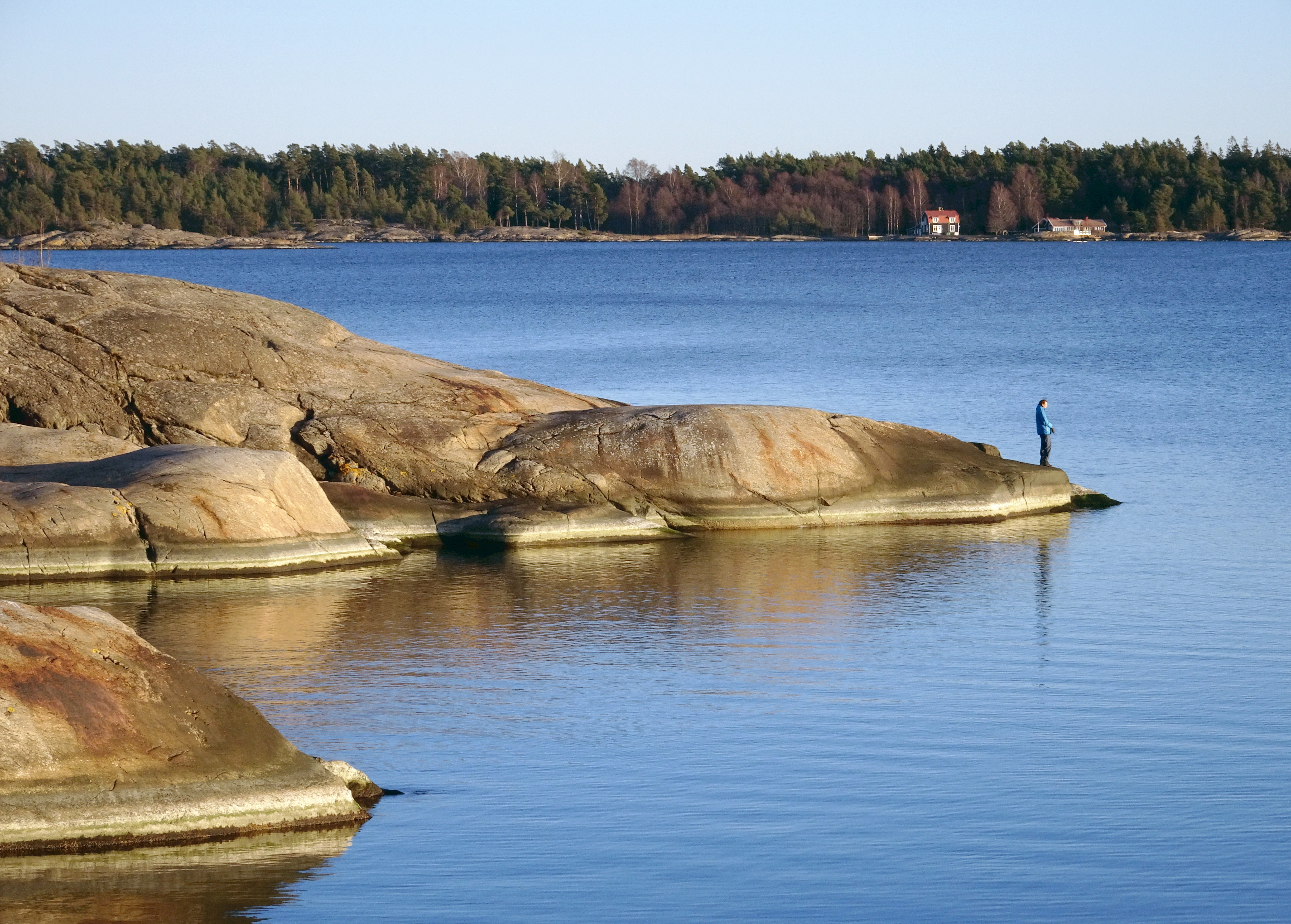
Gårdsfjärdens klippor vid Strandvägen.

## Sevärdheter
- Lövhagens friluftsområde
- Nynäshamns hamn
- Nickstabadet
- Nynäshamns Järnvägsmuseum
- Sotholms Härads Hembygdsgård
- Strandvägen
- Trehörningen
- Trehörningens gamla vattentorn